# Bestuur
Een bestuur is een college dat, krachtens formele bevoegdheid, de aangelegenheden van een bepaalde organisatie leidt en regelt. Dat kan bijvoorbeeld zijn binnen een bedrijf, onderwijsinstelling of kerkelijke instantie. Afhankelijk van de specifieke organisatie worden voor het bestuur termen gebruikt als presidium, senaat, directie, gremium, raad of collegium. In staatkundige zin bestaat het bestuur uit een uitvoerende overheid, waarbij een regering het politieke beleid bepaalt.

## Functies
Doorgaans bestaat een bestuur minimaal uit een voorzitter (en vicevoorzitter), een secretaris en een penningmeester. De leden van het bestuur die geen specifieke functie of taak hebben, worden wel 'algemeen lid' genoemd.

## Taken
De taken van het bestuur omvatten:
- vaststellen van beleid en toezien op de dagelijkse gang van zaken;
- zorg dragen dat de vergadering (of bij de structuurvennootschap de raad van commissarissen) het bestuur kan controleren door middel van het regelmatig uitroepen van vergaderingen en het presenteren van jaarstukken;
- vertegenwoordigen van de rechtspersoon.

### Vaststellen beleid
Een bestuur is als enige bevoegd om beleid te formuleren in de vorm van een rechtspersoon. Het bestuur is belast met het welzijn en de continuïteit van de rechtspersoon en geniet op dit gebied een, binnen de wettelijk gestelde voorwaarden, onbegrensde autonomie. Het bestuur kan derhalve niet worden ingeperkt door een besluit of instructies van de leden- of aandeelhoudersvergadering.

### Zorg dragen voor de mogelijkheid tot controle
Een vaak gehoord, maar onjuist adagium is dat de leden- of aandeelhoudersvergadering 'het hoogste orgaan is van de rechtspersoon'. Bestuur en aandeelhouders/leden hebben echter ieder hun eigen, gelijkwaardige bevoegdheid. Het bestuur is belast met beleid en continuïteit van de rechtspersoon, de vergadering is belast met de langetermijnbesluiten en het vaststellen van het doel dat de rechtspersoon nastreeft. Wel is het zo dat de vergadering het hoogst controlerende orgaan is binnen de rechtspersoon. In beginsel benoemt, schorst en ontslaat de vergadering het bestuur. Een uitzondering vormt de zogenoemde structuurvennootschap, waar dit door de raad van commissarissen gebeurt. Opdat een vergadering tot een wel afgewogen besluit kan komen is het bestuur verplicht jaarrekeningen en wat dies meer zij te verstrekken aan de vergadering. Tevens is het bestuur verplicht om regelmatig een vergadering uit te roepen.

### Bevoegdheden van het bestuur tot vertegenwoordiging
'Het bestuur' als instituut is in beginsel als enige bevoegd om een rechtspersoon naar buiten toe te vertegenwoordigen. Daarbij is het bestuur gezamenlijk bevoegd: het bestuur is enkel bevoegd om de rechtspersoon te vertegenwoordigen via een schriftelijk besluit, genomen door het bestuur, als orgaan van de rechtspersoon. In de statuten van een rechtspersoon kan besloten worden dat naast het bestuur ook individuele bestuursleden bevoegd kunnen zijn om (eventueel gezamenlijk) de rechtspersoon te vertegenwoordigen. Regelmatig zal in statuten opgenomen zijn dat naast het bestuur als instituut ook de voorzitter alleen, en, twee willekeurige bestuursleden gezamenlijk bevoegd zijn om de rechtspersoon te vertegenwoordigen.
De vertegenwoordigingsbevoegdheid van het bestuur gezamenlijk kan niet door de vergadering of door enige statutaire bepaling worden beperkt; zij is volledig.

## Verantwoordelijkheid
Het bestuur van een rechtspersoon blijft verantwoordelijk. Bij een decharge accepteert een rechtspersoon de verrichte handelingen van het bestuur en rest het bestuur en de bestuurders in beginsel geen verdere verantwoordelijkheid. De betekenis van decharge is overigens beperkt daar deze geen bescherming biedt tegen claims van derden of inzake doelbewust achtergehouden informatie.
Overigens kan de algemene vergadering het bestuur te allen tijde, ongeacht al dan niet gegeven decharge, ontslaan en nieuwe bestuurders benoemen.

## Studentenverenigingen
Binnen een studentenvereniging bestaat het dagelijks bestuur  uit een groep van vier tot acht studenten, die hiervoor hun studie voor een jaar onderbreken. Bij met name studentencorpora wordt het bestuur aangeduid als de senaat. Ook individuele bestuursfuncties worden daar vaak met Latijnse benamingen benoemd. Een typisch studentenverenigingsbestuur kent de volgende functies:
- voorzitter, ook wel rector, preses (in de studentenwereld soms  praeses geschreven) of president
- secretaris, ook wel abactis of ab actis
- penningmeester, ook wel quaestor, thesaurier, of fiscus
- vicevoorzitter, soms assessor, vicepresident, vicepreses of 'algemeen lid'
- commissaris

Het 'sequentieel bestuursverloop' wordt  met de volgende Latijnse benamingen aangeduid:
- bestuur future tempore (bestuur f.t.), het aantredend bestuur
- bestuur hoc tempore (bestuur h.t.), het zittend bestuur
- bestuur ex tempore (bestuur e.t.), een oud bestuur

## Algemeen en dagelijks bestuur
Een organisatie maakt soms onderscheid tussen een algemeen bestuur en een dagelijks bestuur. De bestuurstaken worden dan verdeeld, met de algemene, beleidsgerelateerde taken voor het algemene bestuur, en de dagelijkse, uitvoerende taken voor het dagelijks bestuur. Bij singulier bestuur voert één bestuur alle bovengenoemde taken uit.
Doorgaans zit er overlap in het lidmaatschap van algemeen en dagelijks bestuur, met bijvoorbeeld de vicevoorzitter uit het algemeen bestuur als voorzitter in het dagelijks bestuur.